# Јотаметар
Јотаметар (симбол:{\displaystyle Ym}) је јединица за дужину која је једнака {\displaystyle 10^{24}m}. Име јотаметар долази из грчког ὀκτώ (okto) (што значи осам, јер је једнак {\displaystyle 1000^{8}m}) и основне јединице за дужину метар.

## Употреба
Јотаметар се употријебљава најчешће у астрономији за описивање великих удаљености.

Овдје су записане неке дужине изражене у јотаметрима:
- Пречник видљивог свемира је 934 јотаметра, а полупречник је 467 јотаметара.
- Један гигапарсек износи 33 јотаметра.
- Дужина Риба-кит супергалактичког кластер је 10 јотаметара.
- Удаљеност од Земље до Шаплеј суперкластера је 6,5 јотаметара.
- Удаљеност од Земље до Великог Атрактора износи 2,5 јотаметара.
- Дужина суперкластера Дјевице је 1,1 јотаметар.

## Конверзација
- {\displaystyle 1Ym=10^{24}m=1000^{8}m=1\;000\;000\;000\;000\;000\;000\;000\;000\,m} (метри);

- {\displaystyle 1Ym=105\;700\;083\,ly} (свјетлосне године)

- {\displaystyle 1Ym=32\;407\;793\,pc} (парсеци)